# Highwood River
Der Highwood River ist ein 170 km langer rechter Nebenfluss des Bow River im Südwesten der kanadischen Provinz Alberta.

## Flusslauf
Das Quellgebiet des Highwood River befindet sich im Peter Lougheed Provincial Park in den Kanadischen Rocky Mountains unweit der nordamerikanischen kontinentalen Wasserscheide. Der Highwood River entspringt in der Misty Range an der Nordwestflanke von Mount Arethusa (2896 m) auf etwa 2500 m. Der 2206 m hohe Highwood Pass trennt das Quellgebiet von dem nördlich angrenzenden Einzugsgebiet des Kananaskis River. Der Highwood River fließt anfangs 40 km in südlicher Richtung durch das Gebirge. Anschließend durchschneidet er einen Gebirgskamm in östlicher Richtung und erreicht die Prärie. Der Alberta Highway 40 folgt den ersten 40 Kilometern des Oberlaufs des Highwood River. Anschließend verläuft der Alberta Highway 541 entlang dem Flusslauf bis nach Longview, das der Highwood River nach 85 km erreicht. Der Fluss fließt nun in überwiegend nordöstlicher Richtung. Der Pekisko Creek mündet nach weiteren 11 km von Süden kommend in den Highwood River. 47 km oberhalb der Mündung passiert der Highwood River die Kleinstadt High River. Bei High River wird ein Teil des Flusswassers zu Bewässerungszwecken nach Süden zum Little Bow River abgeleitet. Östlich von Okotoks, 14 km vor der Mündung in den Bow River, trifft der Sheep River, der bedeutendste Nebenfluss, von Westen kommend auf den Highwood River. Die Mündung des Highwood River liegt 30 km südöstlich vom Stadtzentrum von Calgary.

## Hydrologie
Der Highwood River entwässert ein Areal von 3950 km². Der mittlere Abfluss beträgt 19,7 m³/s. Die höchsten Abflüsse treten gewöhnlich im Juni mit 85,6 m³/s im Mittel auf. Es kam in der Vergangenheit immer wieder zu Hochwasserereignissen. Am 25. Juni 2013 wurden Teile von High River überflutet. Seitdem werden Maßnahmen zum Hochwasserschutz diskutiert.